# 鄂圖曼帝國統治下的阿拉伯半島
鄂圖曼帝國從1517年起便統治著阿拉伯半島，直到1917年為止，期間的統治力道視鄂圖曼帝國中央政府的盛衰而定。

## 歷史

### 早期
鄂圖曼帝國在16世紀將紅海與波斯灣沿岸（漢志、阿西爾與哈薩綠洲）納入其版圖，並宣稱對以外之內陸有其宗主權。這是為了阻止葡萄牙勢力入侵紅海與印度洋區域。1578年，麥加謝里夫曾派軍懲罰襲擊漢志部落的內志部落。
1744年，位於內志的沙烏地王朝崛起。當時的沙烏地王朝創始人穆罕默德·本·沙烏地與瓦哈比派的穆罕默德·伊本·阿卜杜勒·瓦哈卜聯手：此聯合為18世紀沙烏地王朝的擴張提供了意識形態之動力，並成為至今沙烏地阿拉伯國家之基礎。

### 沙烏地王朝的崛起
第一個沙烏地王朝國家於1744年建立，首都為利雅德，他後來迅速擴張並擁有今沙烏地阿拉伯的大部分領土。當穆罕默德·伊本·阿卜杜勒·瓦哈卜在1773年放棄伊瑪目之位時，沙烏地王朝已經基本控制內志中部與南部。1780年代晚期，沙烏地控制內志北部。1792年，沙烏地控制哈薩綠洲。之後沙烏地甚至在1802與1804年分別控制了塔伊夫與麥地那。
後來該國於1818年被鄂圖曼帝國與埃及總督穆罕默德·阿里帕夏摧毀。爾後，一個領土範圍小於德拉伊耶酋長國的內志酋長國於1824年建立。在整個19世紀的餘下時間，沙烏地王朝都在與另一個阿拉伯統治王朝：拉希德王朝爭奪沙烏地阿拉伯的內部控制權。最終在1891年，拉希德王朝勝利，沙烏地王朝被流放到科威特。

### 鄂圖曼帝國的解體
一直到20世紀初，鄂圖曼帝國繼續擁有、控制對阿拉伯半島的宗主權（儘管是名義上的）。礙於此況，阿拉伯地區在位高權重的麥加謝里夫統治下，由大量的部落酋長拼湊而成。
1902年，阿卜杜勒-阿齊茲·本·阿卜杜拉赫曼·本·費薩爾·阿勒沙烏地（西方稱之為伊本·沙烏地）重新控制了位於內志的利雅德，並將沙烏地王朝帶回內志。很快地，伊本·沙烏地得到伊赫萬──一支由穆罕默德·伊本·阿卜杜勒·瓦哈卜啟發，並由蘇丹·本·巴哈德·奥泰比與費薩爾·杜瓦伊什統領的部落軍隊──的支持。該軍隊在1912年成立後迅速壯大。後來在伊赫萬協助下，伊本·沙烏地奪回了由鄂圖曼人控制的哈薩綠洲。
1916年，在協約國的英國（在第一次世界大戰中與鄂圖曼帝國為敵）之協助與支持下，麥加謝里夫侯賽因·本·阿里發動阿拉伯起義，反對鄂圖曼的統治，並尋求一個統一的阿拉伯國家。儘管最終目標未能實現，但協約國的勝利最終促使鄂圖曼帝國對阿拉伯地區的宗主控制權就此告終。

## 朝聖活動（16-17世紀）
當鄂圖曼人於1517年征服了馬木路克的領土後，獲得漢志的鄂圖曼蘇丹便開始優先照看兩聖地（麥加與麥地那），並讓來自四面八方的穆斯林有條安全的通道前往朝聖。鄂圖曼蘇丹雖被賦予「兩聖地監護人」之稱號，但他們並沒有繼承先知穆罕默德的血統，是以，他透過建設當地、並給予財政支持與照料來維持在那裏保有權力與虔誠之形象。
歷史上並沒有任何鄂圖曼蘇丹前往麥加朝聖的紀錄，但根據初步的紀錄顯示，鄂圖曼的皇子與公主會被派去麥加朝聖（或者訪問）。伊斯坦堡離該城市的距離，以及期間的漫長、危險的旅途可能是蘇丹一直沒有去麥加朝聖的原因。
事實上，自阿拔斯王朝以來，麥加和麥地那的地區管理權就留在了麥加謝里夫或當地的管家手中。是以，謝里夫在鄂圖曼蘇丹的統治下仍保持一定的自治權；然，蘇丹在權衡利弊的考量下，將自己信任的卡迪斯與次級官員安排進去。起初這些剛上任的卡迪斯被認為是個低等職業，但隨著鄂圖曼帝國宗教文化的愈發重要，他在兩聖地的作用變得更加突出。
漢志的居民基本上除了吉達的關稅外，無須向帝國繳稅；城市的財政由帝國各處的宗教基金財產來支撐，並致力讓兩聖地的居民做出有意義的慈善行為，凸顯兩聖地的神聖性。
鄂圖曼中央政府控制著通往麥加的商隊路線，並義務性的保護沿途的朝聖者，包括給朝聖者食物與水等等。此外政府也會提供貝都因部落補貼，而來自這些部落的有限資源則分別給朝聖路線支線（多為大馬士革、開羅）的朝聖者使用。
然而有時候，政治聯姻與衝突都會導致一些朝聖路線被開啟/關閉，特別是針對薩法維王朝：鄂圖曼帝國會關閉什葉派穆斯林穿越波斯灣進入阿拉伯半島的最短路線，也就是從巴士拉進入麥加的這條路線，然後，這些什葉派穆斯林會被要求從大馬士革、開羅，甚至葉門的官方商道路線進入。蒙兀兒帝國的部分，其海上通道被葡萄牙艦隊封鎖；而中亞部分，薩法維王朝與烏茲別克人的戰爭也使得商路變得更加複雜。是以大部分中亞朝聖者選擇從伊斯坦堡或者德里來加速朝聖大篷車隊的行列。其貿易路線也因為沿著朝聖路線而變得繁榮：這多虧了相關基礎設施與保護措施已然建立，以及朝聖者對產品的需求之因素。
由於城市的位置與進口材料的需求，兩聖地之宗教場所的建造、維修和擴建費用往往十分昂貴，然這就是蘇丹權力與慷慨的象徵。1630年的洪水過後，維修天房──這座擁有宗教意義的建築──的措施存在爭議。該修復被稱作是保護場地之結構完整性，然而當地的宗教學家認為修繕進度往往具有強烈的政治色彩：這是因為負責監督維修作業的李德萬·阿格哈乃蘇丹派出的代表，而非當地的漢志精英。其他部分包括建造、維修和維護為朝聖者服務的水管，及在該地區建立施粥所、學校和慈善基金會。

## 行政區劃
在鄂圖曼帝國統治期間，現代的沙烏地阿拉伯被劃分成以下區域：
- 鄂圖曼帝國省分/酋長國
  -  麥加謝里夫國（968年-1925年；鄂圖曼人控制：1517年-1803年；1841年-1919年）
  -  埃及省（1517年-1701年；1813年-1840年）
  -  哈貝什省（1701年–1813年；1840年–1872年）
  -  漢志州（英语：Hejaz vilayet）（1872年–1918年）
  -  拉赫薩省（英语：Lahsa Eyalet）（1560年–1630年）
  -  內志區（英语：Najd Sanjak）（1871年–1918年）
  -  葉門省（1517年–1636年；1849年–1872年）
  -  葉門州（英语：Yemen Vilayet）（1872年-1918年）

- 沙烏地王朝國家
  -  德拉伊耶酋長國（1744年–1818年）
  -  內志酋長國（1818年–1891年）
  -  內志與哈薩酋長國（1902年–1921年；成為沙烏地阿拉伯）

- 其他政權實體
  -  舍邁爾山酋長國（1836年–1921年）
  -  伊德里斯酋長國（1906年–1934年）

### 註腳
1. ↑  Bowen (2007), p. 168
2. ↑  Chatterji (1973), p. 168
3. ↑  Bernstein (2008), p. 191
4. ↑  Wynbrandt (2010), p. 101
5. ↑  Bowen (2007), pp. 69–70
6. ↑  Harris 等人 (1992), p. 369
7. ↑  Faksh (1997), pp. 89–90
8. ↑  "Reining in Riyadh" （页面存档备份，存于） by D. Gold, 6 April 2003, NYpost (JCPA)
9. 1 2 3 4  Niblock (2013), p. 12
10. ↑  "The Saud Family and Wahhabi Islam （页面存档备份，存于）". Library of Congress Country Studies.
11. ↑  . Encyclopædia Britannica Online.   [7 June 2011]. （原始内容存档于2015-05-03）.
12. ↑  Anderson & Fisher (2000), p. 106
13. ↑  Murphy (2008), pp. 5–8
14. ↑  Al Rasheed (1997), p. 81
15. ↑  Dekmejian (1994), p. 131
16. ↑  Mohamed Zayyan Aljazairi.  (PDF). University of Arizona: 26. 1968  [29 November 2020]. （原始内容存档 (PDF)于2020-12-12）.
17. ↑  Tucker & Roberts (2005), p. 565
18. ↑  Hourani (2005), pp. 315–319
19. ↑  Faroqhi (1994), p. 3
20. ↑  Faroqhi (1994), p. 7
21. ↑  Faroqhi (1994), p. 74
22. 1 2  Wasti (2005), p. 197
23. 1 2  Faroqhi (1994), p. 130
24. 1 2  Faroqhi (1994), p. 147
25. ↑  Faroqhi (1994), p. 152
26. ↑  Faroqhi (1994), p. 126
27. ↑  "Wakf." Brill Encyclopedia of Islam. Online
28. ↑  Salibi (1979), p. 73
29. ↑  Faroqhi (1994), p. 58
30. 1 2  Faroqhi (1994), p. 135
31. 1 2  Casale (2006), p. 187
32. ↑  Faroqhi (1994), p. 194
33. ↑  Faroqhi (1994), p. 113
34. ↑  Faroqhi (1994), p. 115
35. ↑  Singer (2005)

### 文獻
- Al Rasheed, Madawi. . 1997. ISBN 1-86064-193-8.
- Anderson, Ewan W.; Fisher, William Bayne. . 2000. ISBN 978-0-415-07667-8.
- Bernstein, William J. . Grove Press. 2008  [2022-05-30]. ISBN 978-0-8021-4416-4. （原始内容存档于2023-08-07）.
- Bowen, Wayne H. . Greenwood Histories of the Modern Nations. Westport, CT: Greenwood Publishing Group. 2007. ISBN 978-0-313-34012-3.
- Casale, Giancarlo. . Journal of the Economic and Social History of the Orient. 2006, 49 (2): 170–198. doi:10.1163/156852006777502081.
- Chatterji, Nikshoy C.  2. 1973. ISBN 0-391-00304-6.
- Dekmejian, R. Hrair. . 1994. ISBN 978-0-8156-2635-0.
- Faksh, Mahmud A. . 1997. ISBN 978-0-275-95128-3.
- Faroqhi, Suraiya. . London: I. B. Tauris. 1994. ISBN 9781850436065.
- Harris, Ian; Mews, Stuart; Morris, Paul; Shepherd, John. . 1992. ISBN 978-0-582-08695-1.
- Hourani, Albert. . 2005. ISBN 978-0-571-22664-1.
- Murphy, David. . 2008. ISBN 978-1-84603-339-1.
- Niblock, Tim. . Routledge. 2013. ISBN 978-1-134-41303-4.
- Salibi, Kamal S. . Middle Eastern Studies. 1979, 15 (1): 70–81. JSTOR 4282730. doi:10.1080/00263207908700396.
- Singer, Amy. . Journal of Interdisciplinary History. 2005, 35 (3): 481–500. S2CID 145715799. doi:10.1162/0022195052564252.
- Tucker, Spencer; Roberts, Priscilla Mary. . 2005. ISBN 978-1-85109-420-2.
- Wasti, Syed Tanvir. . Middle Eastern Studies. 2005, 4 (2): 193–200. JSTOR 4284357. S2CID 143202946. doi:10.1080/00263200500035116.
- Wynbrandt, James. . Infobase Publishing. 2010. ISBN 978-0-8160-7876-9.